# Dommery
Dommery – miejscowość i gmina we Francji, w regionie Grand Est, w departamencie Ardeny.
Według danych na rok 1990 gminę zamieszkiwało 166 osób, a gęstość zaludnienia wynosiła 16 osób/km².

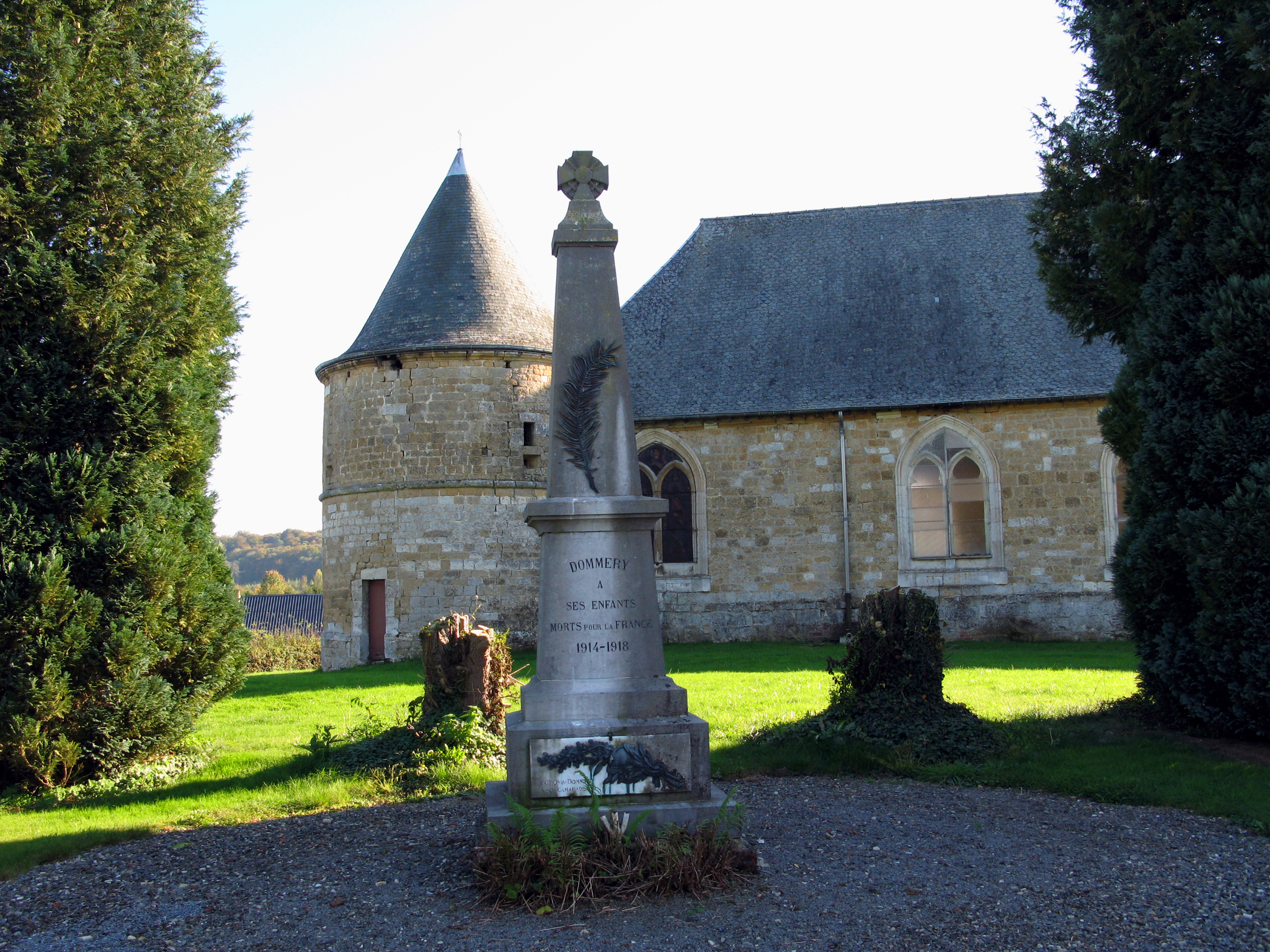
Pomnik i kościół w Dommery, 2007